# Stilbia insularis
Stilbia insularis là một loài bướm đêm trong họ Noctuidae.